# Nexus Polaris
Nexus Polaris — второй студийный альбом норвежской блэк-металической группы The Kovenant, изданный в 1998 году на лейбле Nuclear Blast.
Nexus Polaris первый альбом, который The Kovenant (тогда ещё под названием Covenant) записали для крупного металлического лейбла. Запись велась в студии Woodhouse. Для работы над альбомом были приглашены клавишник Arcturus Сверд Стейнар Йонсен, вокалистка Сара Джезебел Дэва, записывавшаяся в том числе с Cradle of Filth, и ударник Хеллхаммер (он стал постоянным членом группы).
Nexus Polaris стал очень успешным альбомом, не в последнюю очередь благодаря поддержке Nuclear Blast. The Kovenant пробились на норвежское телевидение, а затем получили норвежскую музыкальную премию Spellemannprisen как лучшая хард-рок группа года.
В 2002 году Nexus Polaris был переиздан.
В России альбом был издан лейблом Irond по лицензии Nuclear Blast в 2001 году.

## Список композиций
1. «The Sulphur Feast» — 4:10
2. «Bizarre Cosmic Industries» — 5:52
3. «Planetarium» — 4:01
4. «The Last of Dragons» — 6:29
5. «Bringer of the sixth Sun» — 6:32
6. «Dragonheart» — 4:52
7. «Planetary Black Elements» — 5:48
8. «Chariots of Thunder» — 5:48